# 지브롤터 의회
지브롤터 의회(영어: Gibraltar Parliament)는 지브롤터의 입법부이다.